# Фарагут (Ајова)
Фарагут (енгл. Farragut) град је у америчкој савезној држави Ајова. По попису становништва из 2010. у њему је живело 485 становника.

## Демографија
Према попису становништва из 2010. у граду је живело 485 становника, што је -24 (-4.7%) становника више него 2000. године.
| Група             | 2000.       | 2010.       |
| Белци             | 494 (97,1%) | 472 (97,3%) |
| Афроамериканци    | 0 (0,0%)    | 0 (0,0%)    |
| Азијати           | 2 (0,4%)    | 0 (0,0%)    |
| Хиспаноамериканци | 8 (1,6%)    | 11 (2,3%)   |
| Укупно            | 509         | 485         |